# Jaula das Gostozudas
A Jaula das Gostosudas é um grupo feminino de funk carioca formado atualmente por três integrantes. Desfilaram no carnaval de 2009 pela Unidos de Vila Isabel e em 2010, a fim de divulgar a banda na grande mídia, o então empresário Saint Clair Maia conseguiu inserir quatro integrantes no desfile da Portela, sendo Juliana a rainha de bateria da escola naquele ano. Já com outra formação, o grupo gravou em 2012 o hit Vida de Empreguete.
Em 2015,  Amanda Bueno que também havia sido integrante da Gaiola das Popozudas, foi assassinada em sua casa por seu marido, na Posse, em Nova Iguaçu.

## Integrantes
- Mari Melo
- Amanda Miury
- Carolina Leticia

## Discografia

### Canções
- Tá faltando homem no mundo para namorar - trilha do Big Brother Brasil[5]
- Só no cutuque - homenagem aos diálogos de Valéria e Janete, do Zorra Total[6]
- Todo castigo pra corno é pouco
- Todo corno é assim
- Ri pro meu bumbum
- Sai borracha fraca
- É proibido usar calcinha
- Vou te pegar
- Mete aplica
- Tu gosta, não gosta
- Devagarinho pra não machucar

## Videografia

### DVDs
- Clima dos Bailes, (Furacão 2000)